# Jüdischer Friedhof (Northeim)

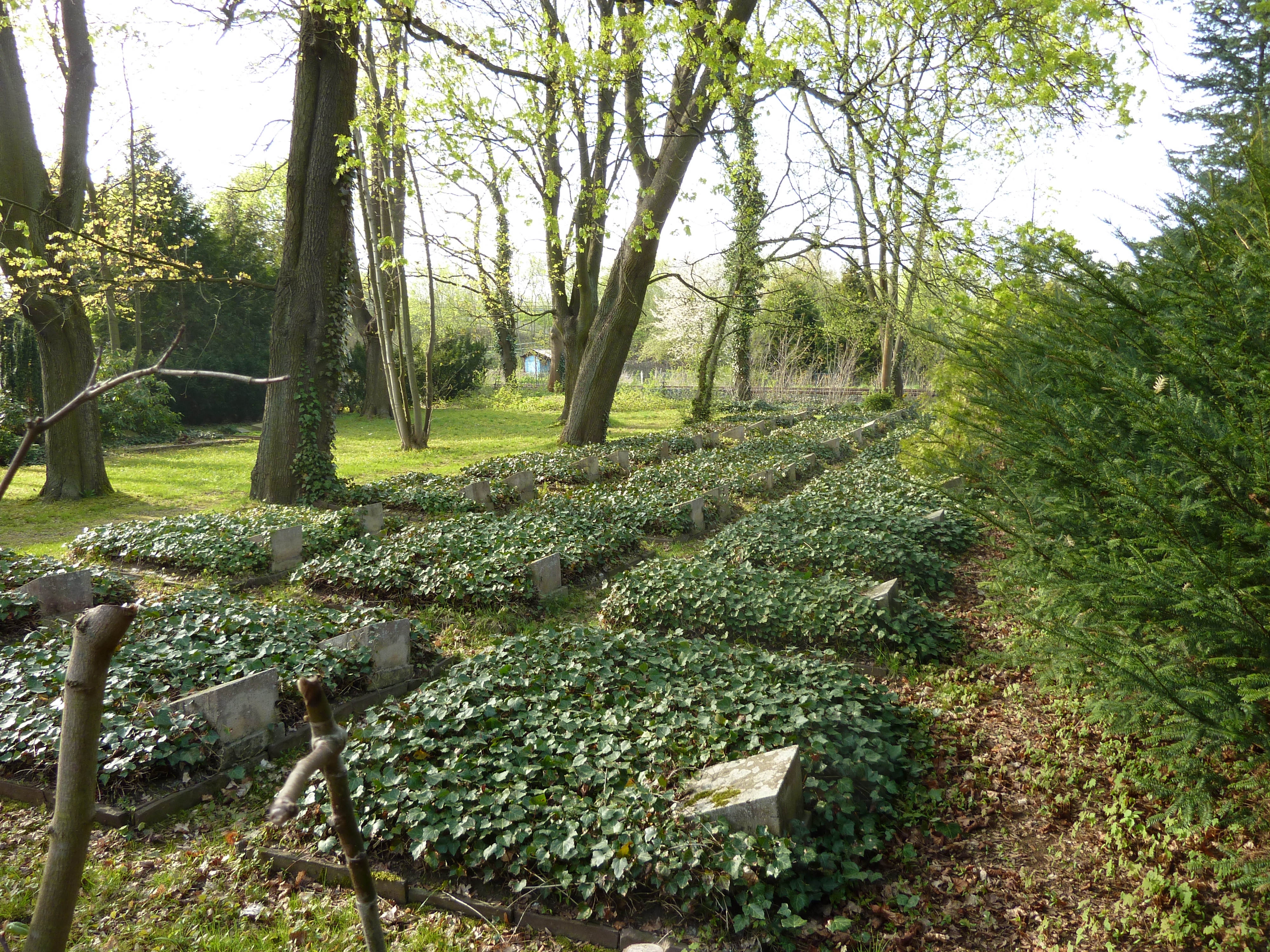
Blick auf den jüdischen Friedhof in Northeim

Der Jüdische Friedhof Northeim ist ein jüdischer Friedhof in der Kreisstadt Northeim des Landkreises Northeim in Südniedersachsen. Er liegt am Nordwestrand des Hauptfriedhofs der Stadt Northeim und ist ein geschütztes Kulturdenkmal.
Der Friedhof wurde 1884 angelegt und musste 1944 an die Stadt verkauft und eingeebnet werden. Die heute vorhandenen Grabsteine sind überwiegend später einheitlich aus Beton hergestellt worden.
Auf dem Friedhof am Harztor (Bundesstraße 241) sind 53 Grabsteine vorhanden.